# Список моментов инерции
Приведены формулы моме́нтов ине́рции для ряда массивных твёрдых тел различной формы. Момент инерции массы имеет размерность масса × длину2. Он является аналогом массы при описании вращательного движения. Не следует путать его с моментом инерции плоских сечений[уточнить], который используется при расчетах изгибов.
Моменты инерции в таблице рассчитаны для постоянной плотности по всему объекту. Также предполагается, что ось вращения проходит через центр масс, если не указано иное.
| Описание | Изображение | Моменты инерции | Комментарии |
| --- | ----------- | --- | --- |
| Тонкая цилиндрическая оболочка с открытыми концами радиуса r и массы m |             | {\displaystyle I=mr^{2}} | Предполагается, что толщина корпуса пренебрежимо мала. Этот объект является частным случаем нижеследующего при r1=r2. Кроме того, точка массы m на конце стержня длиной r имеет тот же момент инерции, а r называется радиусом инерции. |
| Толстостенная цилиндрическая труба с открытыми концами, внутреннего радиуса r1, внешнего радиуса r2, длиной h и массой m |             | {\displaystyle I_{z}={\frac {1}{2}}m\left({r_{2}}^{2}+{r_{1}}^{2}\right)} {\displaystyle I_{x}=I_{y}={\frac {1}{12}}m\left[3\left({r_{2}}^{2}+{r_{1}}^{2}\right)+h^{2}\right]} или при определении нормированной толщины tn = t/r и полагая r = r2, тогда {\displaystyle I_{z}=mr^{2}\left(1-t_{n}+{\frac {1}{2}}{t_{n}}^{2}\right)} | При плотности ρ и той же геометрии: {\displaystyle I_{z}={\frac {1}{2}}\pi \rho h\left({r_{2}}^{4}-{r_{1}}^{4}\right)} |
| Сплошной цилиндр радиуса r, высотой h и массы m |             | {\displaystyle I_{z}={\frac {mr^{2}}{2}}} {\displaystyle I_{x}=I_{y}={\frac {1}{12}}m\left(3r^{2}+h^{2}\right)} | Это частный случай предыдущего объекта при r1=0. (Примечание: для правориентированной системы координат оси X-Y нужно поменять местами)                                                                                                 |
| Тонкий твердый диск радиуса r и массы m |             | {\displaystyle I_{z}={\frac {mr^{2}}{2}}} {\displaystyle I_{x}=I_{y}={\frac {mr^{2}}{4}}} | Это частный случай предыдущего объекта при h=0. |
| Тонкое кольцо радиуса r и массы m |             | {\displaystyle I_{z}=mr^{2}} {\displaystyle I_{x}=I_{y}={\frac {mr^{2}}{2}}} | Это частный случай тора при b=0 (см. ниже), а также частный случай толстостенной цилиндрической трубы с открытыми концами при r1=r2 и h=0.                                                                                              |
| Твёрдый шар радиуса r и массы m |             | {\displaystyle I={\frac {2mr^{2}}{5}}} | Шар можно представить как множество бесконечно тонких твёрдых дисков, радиус которых изменяется от 0 до r. |
| Пустотелая сфера радиуса r и массы m |             | {\displaystyle I={\frac {2mr^{2}}{3}}} | Аналогично твёрдой сфере, пустотелую сферу можно рассматривать как множество бесконечно тонких колец. |
| Твёрдый эллипсоид с полуосями a, b и c, с осью вращения a и массой m |             | {\displaystyle I_{a}={\frac {m(b^{2}+c^{2})}{5}}} | — |
| Прямой круговой конус радиуса r, высоты h и массы m |             | {\displaystyle I_{z}={\frac {3}{10}}mr^{2}} {\displaystyle I_{x}=I_{y}={\frac {3}{5}}m\left({\frac {r^{2}}{4}}+h^{2}\right)} | — |
| Твёрдый кубоид с высотой h, шириной w, глубиной d и массой m |             | {\displaystyle I_{h}={\frac {1}{12}}m\left(w^{2}+d^{2}\right)} {\displaystyle I_{w}={\frac {1}{12}}m\left(h^{2}+d^{2}\right)} {\displaystyle I_{d}={\frac {1}{12}}m\left(h^{2}+w^{2}\right)} | Для аналогично ориентированного куба с длиной ребра {\displaystyle s}, {\displaystyle I_{CM}={\frac {ms^{2}}{6}}}. |
| Твёрдый кубоид с высотой D, шириной W, длиной L, массой m и с осью вращения вдоль самой длинной диагонали. |             | {\displaystyle I={\frac {m\left(W^{2}D^{2}+L^{2}D^{2}+W^{2}L^{2}\right)}{6\left(L^{2}+W^{2}+D^{2}\right)}}} | Для куба с длиной ребра {\displaystyle s}, {\displaystyle I={\frac {ms^{2}}{6}}}. |
| Тонкая прямоугольная пластина высоты h, ширины w и массы m |             | {\displaystyle I_{c}={\frac {m(h^{2}+w^{2})}{12}}} | — |
| Стержень длины L и массы m |             | {\displaystyle I_{\mathrm {center} }={\frac {mL^{2}}{12}}} | Это выражение предполагает, что стержень имеет вид бесконечно тонкой, но жёсткой проволоки. Это частный случай предыдущего объекта для w = L и h = 0.                                                                                   |
| Тонкая прямоугольная пластина высоты h, ширины w и массы m (Ось вращения в конце пластины) |             | {\displaystyle I_{e}={\frac {mh^{2}}{3}}+{\frac {mw^{2}}{12}}} | — |
| Стержень длины L и массы m (Ось вращения на конце стержня) |             | {\displaystyle I_{\mathrm {end} }={\frac {mL^{2}}{3}}} | Это выражение предполагает, что стержень имеет вид бесконечно тонкой, но жёсткой проволоки. Это частный случай предыдущего объекта для h = L и w = 0.                                                                                   |
| Тороидальная труба радиуса a, радиуса сечения b и массы m. |             | Ось вращения относительно диаметра: {\displaystyle {\frac {1}{8}}\left(4a^{2}+5b^{2}\right)m} Ось вращения относительно вертикальной оси: {\displaystyle \left(a^{2}+{\frac {3}{4}}b^{2}\right)m} | — |
| Плоскость многоугольника с вершинами {\displaystyle {\vec {P}}_{1}}, {\displaystyle {\vec {P}}_{2}}, {\displaystyle {\vec {P}}_{3}}, ..., {\displaystyle {\vec {P}}_{N}} и массой {\displaystyle m}, равномерно распределенной на его объёму, вращающийся относительно оси, перпендикулярной плоскости и проходящей через начало координат. |             | {\displaystyle I={\frac {m}{6}}{\frac {\sum \limits _{n=1}^{N-1}\\|{\vec {P}}_{n+1}\times {\vec {P}}_{n}\\|({\vec {P}}_{n+1}^{2}+{\vec {P}}_{n+1}\cdot {\vec {P}}_{n}+{\vec {P}}_{n}^{2})}{\sum \limits _{n=1}^{N-1}\\|{\vec {P}}_{n+1}\times {\vec {P}}_{n}\\|}}}                                                                   | — |
| Бесконечный диск с нормально распределенной вокруг осей вращения массой по двум координатам (т.е. {\displaystyle \rho (x,y)={\tfrac {m}{2\pi ab}}\,e^{-((x/a)^{2}+(y/b)^{2})/2}} где: {\displaystyle \rho (x,y)} — плотность масс как функция x и y).                                                                                       |             | {\displaystyle I=m(a^{2}+b^{2})} | |
| Две точечные массы M и m на расстоянии x друг от друга |             | {\displaystyle I={\frac {Mm}{M\!+\!m}}x^{2}=\mu x^{2}} | {\displaystyle \mu } — приведённая масса. |